# Snow on the Beach (pjesma Taylor Swift)
"Snow on the Beach" je pjesma američke kantautorice Taylor Swift s njenog desetog studijskog albuma, Midnights (2022.), s pjevačicom Lanom Del Rey. Pjesmu su napisali Swift, Del Rey i Jack Antonoff, a producirali Swift i Antonoff. Pjesma je dreampop balada o dvoje ljudi koji se zaljubljuju jedno u drugo istovremeno. Del Rey pridonosi pratećim vokalima na pjesmi; verzija koja sadrži "More Lana Del Rey", s dodatnim vokalima pjevačice i tekstopisca, objavljena je u sklopu The Til Dawn Edition of Midnights 26. svibnja 2023.
U recenzijama publikacija o Midnights albumu, neki su hvalili "Snow on the Beach" za njenu produkciju, ali kritičari i fanovi podjednako su smatrali da je Del Reyev doprinos pjesmi nedovoljan. Ovaj odgovor je utjecao na Swift da objavi verziju "More Lana". Pjesma je dospjela na četvrto mjesto Billboard Hot 100 Sjedinjenih Država, gdje je označila Del Reyinu pjesmu s najvećim uspjehom. Također je dosegao broj tri na Billboard Global 200 i prvih deset na ljestvicama singlova u Australiji, Kanadi, Irskoj, Maleziji, Novom Zelandu, Filipinima, Singapuru, Ujedinjenom Kraljevstvu i Vijetnamu.
Općenito, pjesma je dobila pozitivne kritike od glazbenih kritičara, koji su pohvalili produkciju i ocijenili tekstove pjesničkim, ali nekolicina je smatrala da je tema slična Swiftinim prethodnim pjesmama. "Maroon" je dosegao četvrto mjesto na Billboard Global 200, treće mjesto na američkoj Billboard Hot 100 ljestvici i uvršten među prvih deset u Australiji, Kanadi, Maleziji, Novom Zelandu i na Filipinima.

## Pozadina
Američka kantautorica Taylor Swift najavila je svoj deseti studijski album na dodjeli MTV Video Music Awards 2022. 28. kolovoza 2022. Kasnije je otkrila naziv albuma, Midnights, i naslovnicu albuma na društvenim mrežama, ali popis pjesama nije odmah otkriven.
21. rujna 2022., točno mjesec dana prije izlaska albuma, Swift je na platformi društvenih medija TikTok najavila kratku seriju od trinaest epizoda pod nazivom Midnights Mayhem with Me. Svrha serije je objaviti naslov pjesme svake epizode kotrljanjem lutrijskog kaveza koji sadrži trinaest ping pong loptica označenih brojevima od jedan do trinaest; svaka kuglica predstavlja stazu. 
U posljednjoj epizodi, objavljenoj 7. listopada, Swift je najavila četvrtu pjesmu, "Snow on the Beach", te da u njoj gostuje američka kantautorica Lana Del Rey, koju je Swift ranije nazvala jednom od svojih omiljenih glazbenih umjetnica i najvećih utjecajan pop umjetnik. Suradnja između Swift i Del Rey bila je vrlo iščekivana uoči izlaska albuma. Pjesma je, zajedno s ostatkom Midnightsa, objavljena 21. listopada 2022. pod izdavačkom kućom Republic Records.
Tijekom izlaska albuma Midnights, fanovi i novinari podjednako su ispitivali prirodu Del Reyeva vokalnog doprinosa pjesmi. Del Rey je djelovala više kao prateći vokal za Swift, što se u nekim publikacijama smatralo gotovo nerazlučivim od Swiftina vlastitog vokala, što je iznenadilo obožavatelje koji su očekivali duet. U intervjuu za Billboard u veljači 2023., Del Rey je izjavila da "nije imala pojma da je [ona] jedini feature" na albumu i da bi "pjevala cijeli drugi stih kao što je [Swift] htjela" da je znala. Nadalje je rekla da je bila "više usredotočena na produkciju" pjesme nego na vokale. Kao odgovor na prijem pjesme, verzija pjesme koja uključuje "More Lana Del Rey" objavljena je kao dio izdanja Midnights Til Dawn 26. svibnja; za razliku od izvorne verzije, Del Rey pjeva cijeli drugi stih i refren.
Swift je izvela "Snow on the Beach" na odabranim stanicama svoje šeste glavne koncertne turneje, Eras Tour (2023–24), kao "pjesmu iznenađenja": prvo na prvom nastupu u Las Vegasu 24. ožujka 2023., a zatim na drugom nastupu u Mexico Cityju 25. kolovoza. Prije izvođenja pjesme u Las Vegasu, Swift je pohvalila Del Rey.

## Zasluge
- Taylor Swift – vokal, tekstopisac, producent
- Lana Del Rey – vokal, tekstopisac
- Jack Antonoff – tekstopisac, producent, inženjer, sintisajzeri, bubnjevi, programiranje, udaraljke, Juno 6, melotron, akustična gitara, bas i električne gitare, prateći vokali
- Bobby Hawk – violina
- Dylan O'Brien – bubnjevi
- Evan Smith – inženjer, sintisajzeri, snimanje
- Laura Sisk – inženjerka, snimanje
- Dave Gross – inženjer, snimanje
- Megan Searl – pomoćnica inženjera
- Jon Sher – pomoćni inženjer
- John Rooney – pomoćni inženjer
- Jacob Spitzer – pomoćni inženjer
- Serban Ghenea – miks inženjer
- Bryce Bordone – pomoćni inženjer miksa
- Randy Merrill – master inženjer

## Ljestvice
| Ljestvice              | Najviša pozicija |
| ---------------------- | ---------------- |
| Argentina              | 84               |
| Češka                  | 16               |
| Danska                 | 24               |
| Filipini               | 3                |
| Francuska              | 69               |
| Hong Kong              | 15               |
| Hrvatska               | 10               |
| Indija                 | 9                |
| Island                 | 11               |
| Južna Afrika           | 13               |
| Kanada                 | 3                |
| Litva                  | 13               |
| Luksemburg             | 13               |
| Mađarska               | 24               |
| Malezija               | 2                |
| Norveška               | 16               |
| Novi Zeland            | 4                |
| Njemačka               | 74               |
| Portugal               | 9                |
| Singapur               | 2                |
| SAD                    | 4                |
| Slovačka               | 18               |
| Španjolska             | 35               |
| Švedska                | 16               |
| Švicarska              | 16               |
| Ujedinjeno Kraljevstvo | 4                |
| Vijetnam               | 4                |